# Bernard Lonergan

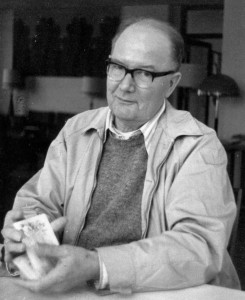
Bernard Lonergan

Bernard Joseph Francis Lonergan, S.J., CC (* 17. Dezember 1904; † 26. November 1984) war ein kanadischer Jesuit, Theologe und Religionsphilosoph.

## Leben
Bernard Lonergans philosophisch-theologische Ausbildung wurzelt im Thomismus; in Quebec studierte er auch Ökonomie. 1922 trat er in den Orden der Jesuiten ein, erwarb 1929 seinen BA in Philosophie am Heythrop College und wurde 1933 zum Priester geweiht. 1940 erwarb er den theologischen Doktorgrad mit einer von Charles Boyer, S.J., angeregten und betreuten Dissertation zum Thema Grace and Freedom: Operative Grace in the thought of St. Thomas Aquinas. Lonergan lehrte am Loyola College in Montreal (heute Concordia University), an der University of Toronto (Regis College), an der Gregoriana, Rom und am Boston College. Er ist Autor mehrerer theologisch vieldiskutierter Werke, darunter Insight: A Study of Human Understanding (1957; deutsch: Die Einsicht, 1995) und Method in Theology (1972; deutsch: Methode in der Theologie, 1991). Darin entwickelte er die von ihm sogenannte Generalized Empirical Method (GEM). 1970 wurde er als Companion des Order of Canada ausgezeichnet. Seit 1975 war er korrespondierendes Mitglied der British Academy.

## Werk
Nach seiner Rückkehr aus Rom verfasste Lonergan vier Artikel in der Zeitschrift Theological Studies über das „innere Wort“ bei Thomas von Aquin, die für die Forschung zur thomanischen Theorie von Wissen und Erkenntnis wichtig wurden und später unter dem Titel Verbum: Word and Idea in Aquinas publiziert wurden. Seine Studie Insight verfasste Lonergan als Dozent am Regis College (der Universität von Toronto angeschlossen). Dort entwickelte er seine generalized empirical method (GEM). Dabei steht er in der von Joseph Maréchal begründeten Schule des „transzendentalen Thomismus“. Ausgangspunkt ist eine Analyse menschlichen Wissens, das in verschiedene Stufen untergliedert wird: Erfahrung, Verstehen, Urteil. Ähnlich wie von Kant wird dabei die (beanspruchte) Objektivität des Urteils betont. Lonergan beschreibt die GEM auch als kritischen Realismus. Realistisch daran ist der Objektivitätsanspruch unserer Urteile über Tatsachen und Werte, kritisch die Einbettung von Wissen und Werturteilungen in eine Kritik menschlichen Bewusstseins. Grundlegend ist eine Analyse der Gründe und Konstitutionsbedingungen von Bedeutungen, Werten und den Faktoren persönlicher, gesellschaftlicher und historischer Entwicklungen. Dieser kritische Realismus begründet zugleich eine thomistische Ausarbeitung des Seinsbegriffs als Ziel einer dynamischen Offenheit des menschlichen Intellekts.
Lonergans 1973 publizierte Studie Method in Theology untergliedert diese Wissenschaft in acht funktionelle Fachgebiete. In allen Disziplinen und Gebieten bewussten Lebens soll grundsätzliche dieselbe Methode gelten. Dabei beabsichtigt Lonergan besonders eine Grundlegung für Korrespondenzen in Disziplinen wie Philosophie und Theologie. Das fehlen einer unter Forschern geteilten Methode blockiere hier wissenschaftlichen Fortschritt; ihr Bestehen in den Naturwissenschaften erkläre umgekehrt den dortigen raschen Wissensfortschritt.
Als Lonergan später am Boston College lehre, kehrte er zu seinen anfänglichen Interessen an ökonomischen Fragen zurück. Dazu legte er zwei Untersuchungen vor: For a New Political Economy und Macroeconomic Dynamics: An Essay in Circulation Analysis.
Im deutschen Sprachraum wurde Lonergan vor allem durch den italienischen Jesuiten Giovanni B. Sala bekannt gemacht. Zu seinen Lebzeiten erschien nur ein einziges Buch in deutscher Sprache (Theologie im Pluralismus heutiger Kulturen).

## Schriften
- Werkausgabe: University of Toronto Press, auf 20 Bände angelegt